# Viktualienmarkt

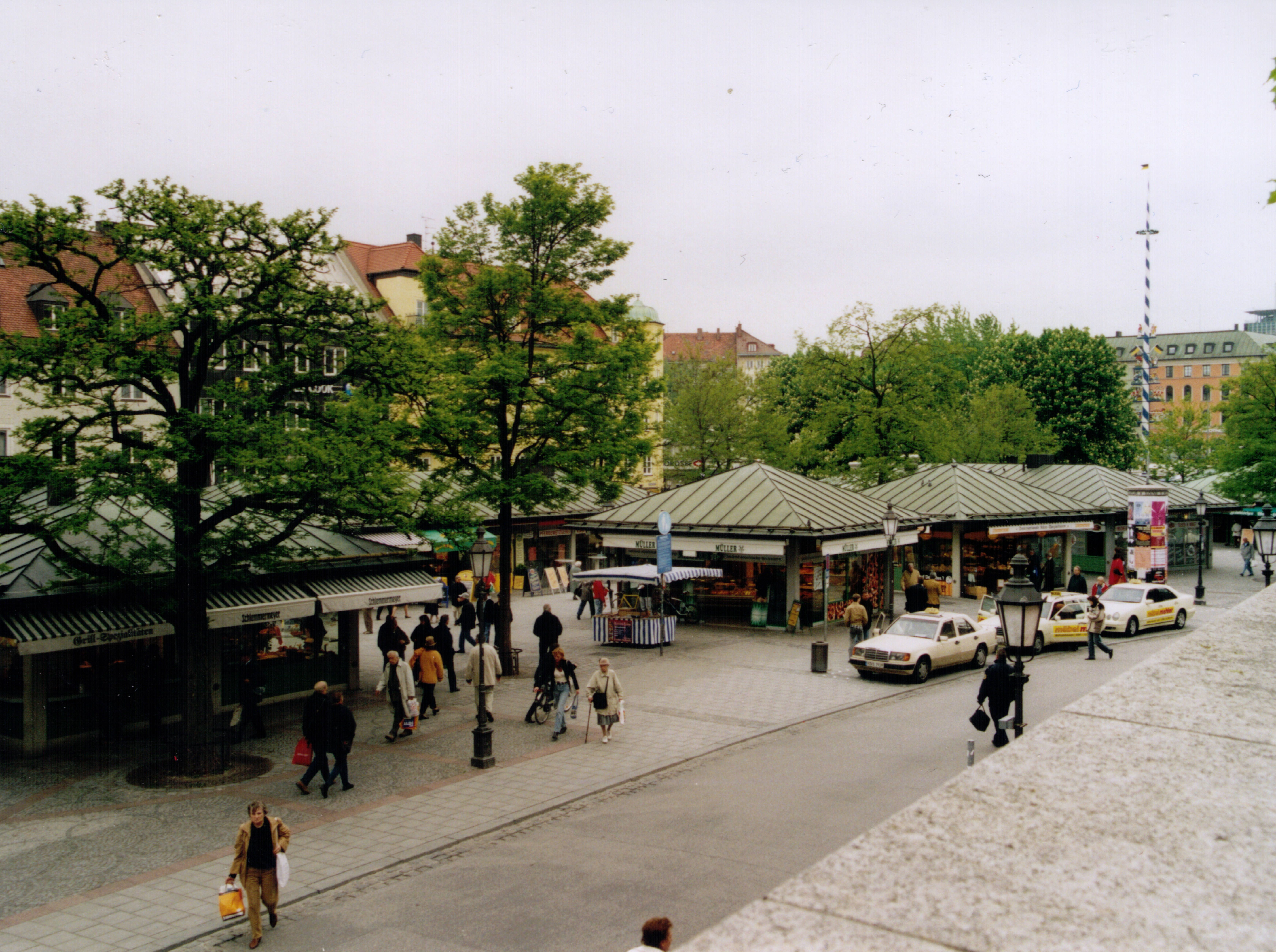
Zicht op de Viktualienmarkt (oktober 2005)

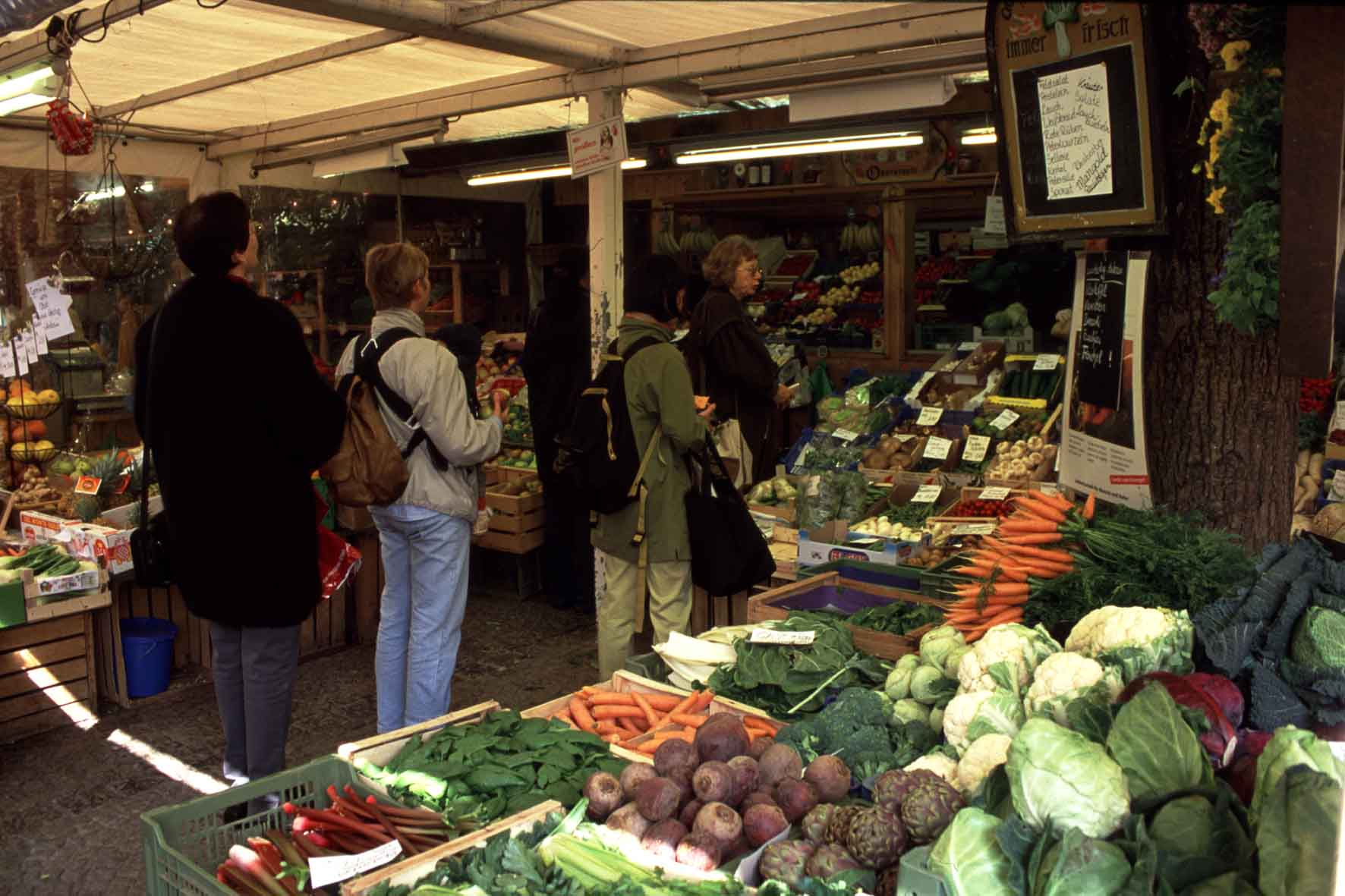
Stand op de Viktualienmarkt

De Viktualienmarkt is een permanente markt voor levensmiddelen in het centrum van de Duitse stad München. Sinds 1807 vindt hij dagelijks – met uitzondering van zon- en feestdagen – plaats.
Het meer dan twee hectare grote plein omvat meerdere vaste standplaatsen met soms uitgebreide uitstallingen. Daarbij komen de seizoensgebonden losse kramen. Dit alles geschikt in meerdere afdelingen rond een centrale biergarten. Op het plein vindt men ook de meiboom van München en meerdere fonteinen.
Aan de noordzijde bevinden zich de Heilige Geestkerk en de "Alte Peter".
De naam verwijst naar een oud woord voor voedingsmiddelen: Viktualien.